# Цимерн (Тирингија)
Цимерн (њем. Zimmern) општина је у њемачкој савезној држави Тирингија. Једно је од 93 општинска средишта округа Зале-Холцланд. Према процјени из 2010. у општини је живјело 200 становника. Посједује регионалну шифру (AGS) 16074113.

## Географски и демографски подаци
Цимерн се налази у савезној држави Тирингија у округу Зале-Холцланд. Општина се налази на надморској висини од 290 метара. Површина општине износи 5,9 km². У самом мјесту је, према процјени из 2010. године, живјело 200 становника. Просјечна густина становништва износи 34 становника/km².